# ОШ „Рада Миљковић” Јагодина
Основна школа "Рада Миљковић" је основна школа у Јагодини основана 1960. године. Налази се у Јагодини, у улици Кнеза Лазара б.б. Њен првобитан назив био је "Прва основна школа". Школу похађа 900 ученика у 45 одељења. Настава се одвија у два издвојена објекта у граду, као и у две сеоске школе.
Други објекат школе се налази на Стрелишту, а издвојена одељења у Вољавчу и Буковчу. 

## Локација
Матични објекат је на удаљености од 1 км, северно од центра града. Са источне и западне стране школе , налазе се две веома прометне саобраћајнице. Пратећи саобраћајницу на југ, око 1 км, стиже се до Мале школе у насељу Стрелиште. У селима Вољавче и Буковче налазе се издвојена одељења. Пратећи саобраћајницу за Београд, 4 км на север, стиже се до школе у селу Буковче. Школски објекат у селу Вољавче се налази на око 3 км од града-северозападно.

## О школи
Школу похађа 900 ученика у 45 одељења. Настава је организована у 2 смене, осим у Буковчу. Наставу изводи 69 наставника. Стручну службу чине психолог, педагог и 2 библиотекара. Управу школе чине: директор, заменик директора и секретар. О чистоћи у школи брине 13 теткица.
У овој школи остварујемо циљеве школе вежбаонице у подизању капацитета школе за менторски рад у тесној сарадњи са факултетима који припремају будуће наставнике, циљеве у области програма Школа без насиља на путу до модел шкое и циљеве у области професионалне оријентације као ресурс центра на локалу и Модел школе у области професионалне оријентације.

## Историјат
- 1960 — „Прва основна школа“ у Јагодини добија име „Рада Миљковић“ и нови објекат у улици Кнеза Лазара бб
- 1986 — школа проширује капацитете изградњом новог објекта у насељу Стрелиште
- 2010 — отворен продужени боравак у објекту на Стрелишту
- 2015 — отворен продужен боравак у матичном објекту[1]

## Галерија
- Наставнички/главни улаз у школу
- Спортски терен
- Објекат Стрелиште
- Подружно одељење у Буковчу
- Подружно одељење у Вољавчу